# Ferdowsi

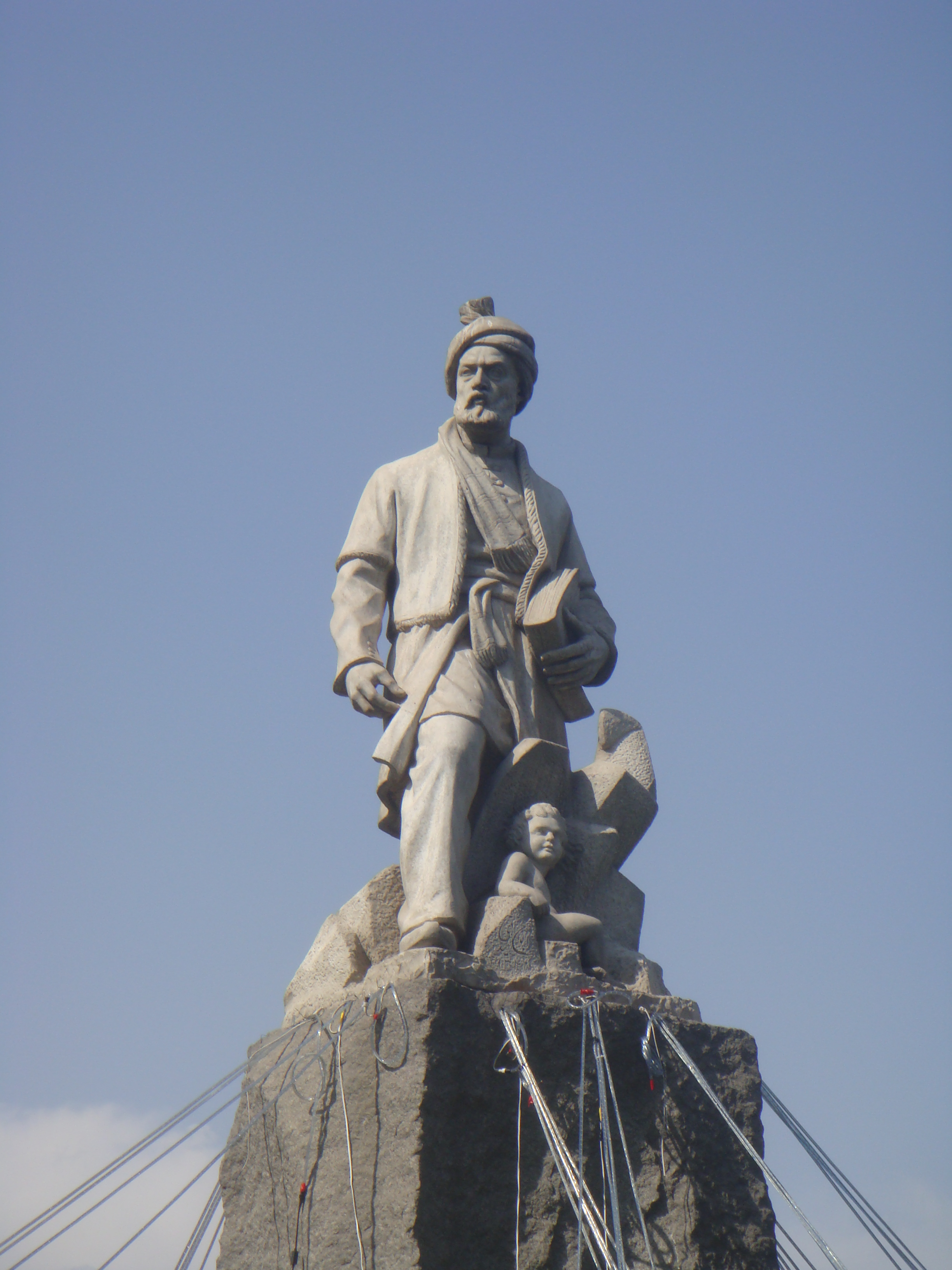

Hakīm Abul-Qāsim Ferdowsī Tūsī (tiếng Ba Tư: حکیم ابوالقاسم فردوسی توسی, được biết đến nhiều nhất với tên Ferdowsi (فردوسی); hay Firdausi hoặc Firdusi; 940 – 1020 CN) là nhà thơ người Ba Tư. Ông là tác giả của Shahnameh, sử thi quốc gia của Iran và của thế giới nói tiếng Ba Tư.